# Comunitat francesa de Bèlgica

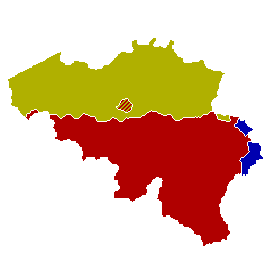
Situació de la Comunitat francesa a Bèlgica (en vermell)

La Comunitat francesa de Bèlgica (Communauté française de Belgique en francès) és una de les tres comunitats federals, una subdivisió administrativa de Bèlgica. No s'ha de confondre amb les altres subdivisions: les tres regions federals i les quatre zones lingüístiques. Tot i el seu nom, la Comunitat francesa de Bèlgica és una administració política, i no pas un grup de persones.

## Competències
La Comunitat francesa disposa de les seves pròpies institucions: parlament, govern i administració. És competent a Valònia (excepte en el territori de la Comunitat Germanòfona) i a la regió de Brussel·les-Capital, encara que en aquest últim cas només sobre els ciutadans francòfons.
La Comunitat francesa de Bèlgica disposa de competències exclusives en els següents àmbits:
- la cultura, principalment la protecció del patrimoni cultural, el turisme i els mitjans de comunicació;
- l'ús de les llengües, principalment a l'ensenyament i a l'administració de la regió monolingüe francòfona, excepció feta de les localitats "amb facilitats" (à facilités en francès);
- les matèries personalitzables, com ara la protecció de la joventut i de la família, la igualtat d'oportunitats o la integració dels immigrants;
- l'ensenyament;
- la política científica;
- les relacions exteriors i la cooperació; la Comunitat francesa pot signar acords amb altres estats en totes aquelles matèries de la seva competència.

Des de la signatura dels acords de Sant Quintí, el 31 d'octubre de 1992, pels diferents partits francòfons, una part de les competències de la Comunitat francesa de Bèlgica han estat transferides a la Regió valona i a la Comissió Comunitària Francesa (COCOF). Es tracta de les competències següents:
- Algunes matèries culturals: infraestructures esportives, promoció social, turisme, formació professional i patrimoni immobiliari.
- Transport escolar.
- La política de sanitat (a excepció dels hospitals universitaris i de l'Office de la naissance et de l'enfance), l'educació sanitària, la medicina preventiva i la inspecció mèdica escolar.
- Benestar social.

Al territori de la regió de Brussel·les-Capital les esmentades competències són exercides tant per la COCOF, com per la seva equivalent flamenca, la VGC. Correspon a cada ciutadà de Brussel·les decidir amb quina d'aquestes dues institucions vol tractar.

## Llengua
La llengua oficial de la Comunitat francesa de Bèlgica és el francès. Així l'administració de la Comunitat francesa és monolingüe francòfona fins i tot a la regió bilingüe de Brussel·les-Capital i als municipis valons amb facilitats per als ciutadans de parla neerlandesa o alemanya.
Conseqüència d'aquest caràcter monolingüe, la Comunitat francesa ofereix els seus serveis únicament en francès a tots els ciutadans de Brussel·les-Capital -més de 680.000- que l'han escollit com a llur comunitat en lloc de la Comunitat Flamenca, que també ofereix els seus serveis a la regió de Brussel·les-Capital, en aquest cas però, exclusivament en neerlandès.
Quant als municipis valons amb facilitats (quatre municipis amb facilitats en neerlandès i dos en alemany), llur règim especial no afecta a la Comunitat francesa. Tots els ciutadans d'aquests municipis que s'adrecin a la Comunitat ho hauran de fer necessàriament en francès.
El 24 de desembre de 1990, l'executiu de la Comunitat francesa adoptà el «Décret relatif aux langues régionales endogènes». Mitjançant aquest decret, la Comunitat francesa reconeix que les anomenades "llengües regionals endògenes" formen part del patrimoni cultural de la Comunitat i en conseqüència han de ser preservades i llur ús ha de ser promogut. Amb aquesta finalitat es creà el Consell de les Llengües Regionals Endògenes (19 de març de 1991), que amb posterioritat fixà quines eren aquestes llengües regionals a protegir, ja que l'esmentat decret de 1990 no ho feia. Aquestes llengües són les següents:
- Llengües romàniques: 
- Xampanyès
- Lorenès
- Picard
- Való

- Llengües germàniques:
- Brabançó
- Limburguès
- Luxemburguès

Malgrat aquest reconeixement legal, no s'ha iniciat cap política per dur a la pràctica les previsions del decret de 1990. L'única d'aquestes llengües que, en teoria, pot ser ensenyada a les escoles de la Comunitat francesa és la valona, en virtut del «Décret relatif au recours à un dialecte de Wallonie dans l'enseignement primaire et secondaire» de 24 de gener de 1983. Aquest decret també ha acabat sent lletra morta, de forma que l'ensenyament del való roman actualment una excepció dins el sistema educatiu de la Comunitat francesa.

## Història
- 1970: creació de les Comunitats culturals (francesa, neerlandesa, alemanya).
- 1980: transformació en Comunitats francesa, flamenca i germanòfona amb competència sobre les «matèries personalitzables».[2]
- 1984: noves competències (ensenyament, mitjans de comunicació...).

## Terminologia
La Comunitat francesa de Bèlgica també és coneguda pel nom de Comunitat Valònia-Brussel·les per evitar la confusió amb les persones de nacionalitat francesa que resideixen a Bèlgica. Ara bé, aquesta denominació no és oficial i no figura a la Constitució belga. En canvi, sí que es pot trobar en alguns textos legals, com ara l'Arrêté du Gouvernement de la Communauté française fixant le code de qualité et de l'accueil de 17 de desembre de 2003. Així mateix, no és acceptada pels partits flamencs, ja que consideren que pot portar a confusió en suggerir que engloba tots els ciutadans de Valònia i de Brussel·les, oblidant així l'existència de flamencs a Brussel·les-Capital. Per evitar aquesta confusió, el web de la Comunitat francesa així com altres instàncies, com ara el parlament, sovint fan servir el nom de Comunitat francesa Valònia-Brussel·les (abreujat CFWB). Aquesta denominació tampoc és oficial, en no estar reconeguda per la Constitució belga, tot i figurar en alguns textos legals, com ara l'Arrêté du Gouvernement de la Communauté française approuvant le programme quinquennal de promotion de la santé 2004-2008 de 30 d'abril de 2004.

## Institucions
La ciutat de Brussel·les és la seu del Parlament i del Govern de la Comunitat francesa de Bèlgica.

### Parlament
Componen el Parlament 94 membres, dels quals 75 són alhora membres del Parlament de Valònia i 19 són escollits d'entre els parlamentaris francòfons del Consell de la Regió de Brussel·les-Capital. Llur mandat és de cinc anys. El nombre de parlamentaris és susceptible de ser revisat en el futur en virtut de l'autonomia constitutiva de les Comunitats. Ara bé, la proporció entre els representants de Valònia i els de Brussel·les-Capital no pot ser modificada.
Composició del Parlament per la legislatura 2019-2024: 
- Partit Socialista: 28 escons
- Mouvement Réformateur: 22 escons
- Ecolo: 16 escons
- Partit dels Treballadors de Bèlgica: 13 escons
- Els Compromesos: 12 escons
- Demòcrates Federalistes Independents: 3 escons

El Parlament envia deu parlamentaris al Senat. Aquests deu senadors són alhora membres del Senat, membres del Parlament de la Comunitat francesa i membres, bé del Parlament való, bé del Consell de la Regió de Brussel·les-Capital (en aquest últim cas, també són membres de la Comissió Comunitària Francesa).

### Govern
El Govern és escollit pel Parlament. Com a mínim, un dels seus membres ha de pertànyer a la regió de Brussel·les-Capital.
Composició del govern des del 19 de juliol de 2004 :
- Marie Arena (PS), Ministra-Presidenta encarregada de l'Ensenyament obligatori i de la Promoció social.
- Marie-Dominique Simonet (CDH), Vicepresidenta, Ministra de l'Ensenyament superior, de la Recerca científica i de les Relacions internacionals.
- Michel Daerden (PS), Vicepresident i Ministre del Pressupost.
- Claude Eerdekens (PS), Ministre de la Funció pública i de l'Esport.
- Fadila Laanan (PS), Ministra de Cultura, de l'Audiovisual i de la Joventut.
- Catherine Fonck (CDH), Ministra de Sanitat, de la Infància i d'Ajuda al Jovent.

## Símbols

### Bandera
Un dels símbols de la Comunitat francesa és la bandera, escollida pel Consell Cultural de la Comunitat Cultural Francesa el 20 de juliol de 1975. El decret de 3 de juliol de 1991 precisa en el seu article 4 que «le drapeau de la Communauté française est jaune au coq hardi rouge». Aquesta bandera va ser creada pel pintor való Pierre Paulus, l'any 1913.
El 15 de juliol de 1998, el parlament de la regió de Valònia adoptà aquesta mateixa bandera.

### Diada de la Comunitat francesa de Bèlgica
La Comunitat francesa de Bèlgica celebra la seva diada cada 27 de setembre. Aquesta data commemora un dels episodis que van conduir a la independència de Bèlgica respecte del Regne dels Països Baixos, l'any 1830.
Aquesta diada se celebrà per primera vegada l'any 1975.

## Mitjans de comunicació
La Comunitat francesa de Bèlgica disposa d'una radiotelevisió pròpia, la Radio-Télévision Belge Francophone (RTBF). La RTBF és un servei públic encarregat de la ràdio i de la televisió a la part francòfona de Bèlgica. En l'actualitat té tres canals de televisió i sis emissores de ràdio. La seva equivalent a Flandes és la VRT.
La RTBF emet diàriament un reduït nombre d'hores de ràdio en llengua valona.